# Laszon ha-ra
Laszon ha-ra - hebr. לשון הרע, „zły język”. Termin oznacza obmowę, plotkę (także w piśmie), jedną z micw negatywnych według klasyfikacji Majmonidesa. Religia judaistyczna przypisująca wielką moc słowu surowo ją potępia oraz uważa, że plotka zabija tego, który wypowiada plotkę, tego, który jej słucha i tego, o którym się w tej plotce mówi. 
Księga Przysłów powiada:
„Życie i śmierć są w mocy języka” (18:21)
Żydowskie prawo wyróżnia trzy rodzaje obmowy:
- Rechilut – pozornie błahe i niegroźne plotkowanie o codziennych, banalnych wydarzeniach z życia znajomych, sąsiadów itd. Niebezpieczeństwo tego rodzaju plotki polega na tym, że stanowi ona zazwyczaj wstęp do bardziej złośliwego obmawiania ludzi zawierającego nieprawdę na ich temat lub dotyczącego prawdziwych i istotnych spraw z ich życia, których omawianie niczemu dobremu nie służy.

- Laszon Ha-ra – negatywne, jakkolwiek prawdziwe informacje dotyczące życia innych ludzi, przekazywane innym bez żadnego wyraźnego powodu, ale wyłącznie po to, aby zaspokajać instynktowną potrzebę obmawiania bliźnich.

- Moci szem-ra – negatywne i jednocześnie nieprawdziwe opinie i rzekome fakty dotyczące innych ludzi.